# Патрський університет
Патрський університет (грец. Πανεπιστήμιο Πατρών, англ. University of Patras) — державний університет Греції, який знаходиться у Патрах. Це третій за величиною університет країни. Університет ввійшов у список двохсот університетів світу.

## Про заклад
Університет було засновано 11 листопада 1964 року у місті Патри грецькою владою. За кількісним складом студентів, викладачів та адміністративного персоналу заклад є третім найбільшим університетом в Греції. Також кількість факультетів та акредитованих студентських місць також — найбільша в Греції. До складу Патрського університету входять 24 факультети, з великою кількістю спеціальностей, що пропонують широкий вибір дисциплін, а також надають право користуватись 112 лабораторіями та 14 повністю оснащеними клініками.
Станом на вересень 2013 року в Патрському університеті навчається 28,727 студентів та 3,959 аспірантів, загалом викладацький, технічний та адміністративний склад налічує 727 чоловік, з них 146 викладачів та технічних спеціалістів і 457 адміністративних робітників.
Патрський університет має високу репутацію за якісні та інноваційні дослідження та активно бере участь у безлічі дослідницьких проектів та є членом багатьох наукових організацій та дослідницьких груп. Поряд з навчальною та дослідницькою роботою, Патрський університет є дуже жвавим студентським містечком, життя якого, сповнене цікавих подій, кожного року приваблює велику кількість абітурієнтів.

## Структура закладу
Університет складається з 5 шкіл, які включають 24 факультети:
1. Школа природничих наук (створена у 1966 році).
2. Інженерна (політехнічна) школа (створена у 1983 році).
3. Школа гуманітарних и соціальних наук (створена у 1989 році).
4. Школа медицини (створена у 1977 році).
5. Школа бізнесу та менеджменту (створена у 2013 році).

ВНЗ має 112 лабораторій, в яких студенти проводять наукові дослідження, що включають європейські дослідницькі програми ESPRIT, EURECA, RACE, LRE, BRITE-EURAM, IMPACT та інші. Роботу університету оцінює грецьке агентство Hellenic Quality Assurance and Accreditation Agency (HQAA).
У ботанічному саду університету расте занесена в Червону книгу Греції рослина Phitosia, яку охороніють на загальноєвропейському та державному рівні.

## Відомі випускники
- Йоркас, Лукас — співак, представник Греції на Євробачення у 2011 у Німеччині.
- Ласкарис, Кристос[en] — поет.
- Нікіфорос — співак, учасник грецького шоу X Factor II.
- Петро (Бозініс) — архієрей Костянтинопольської православної церкви.

## Галерея

Будівля університету
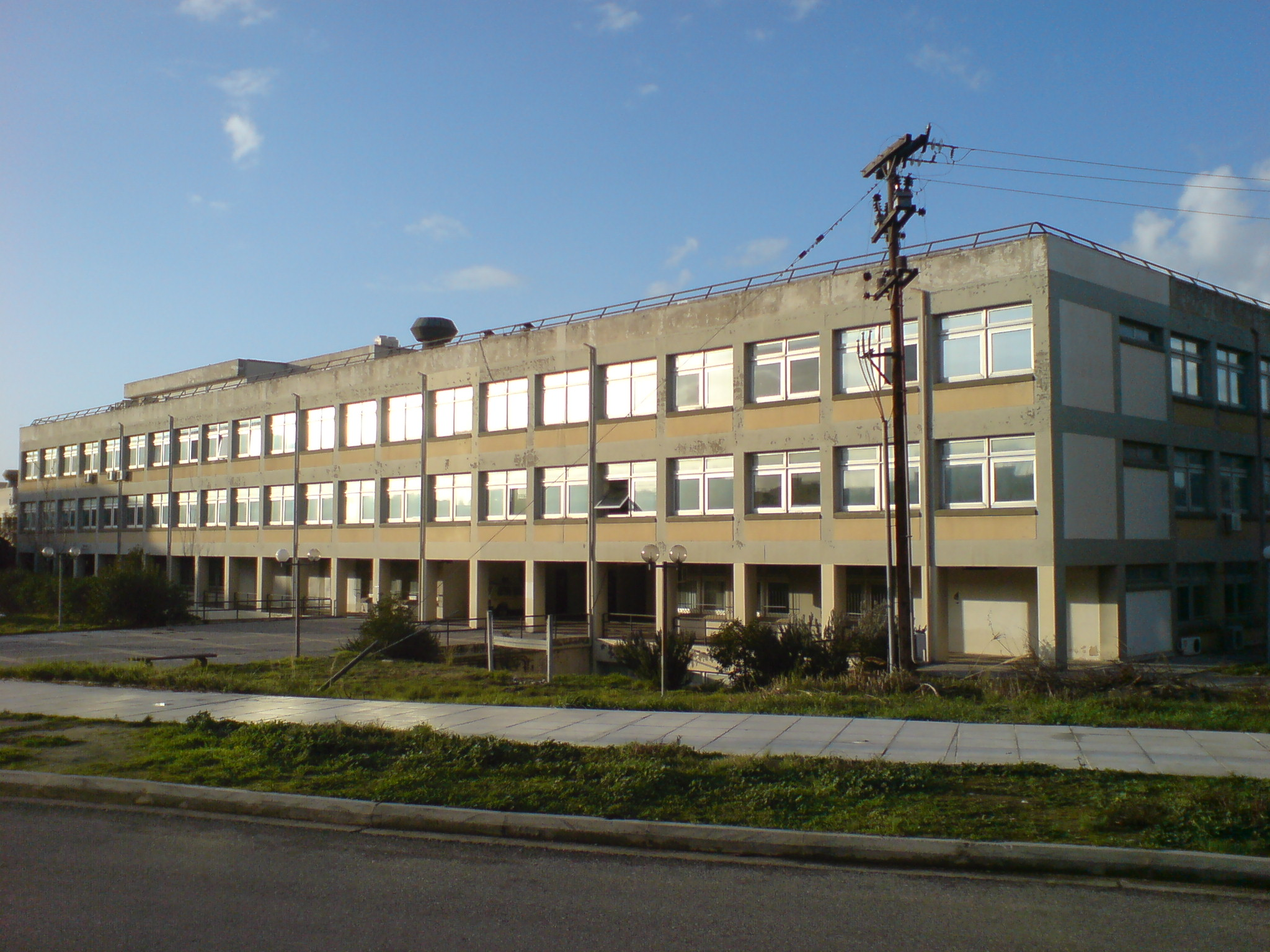
Департамент біології та математики
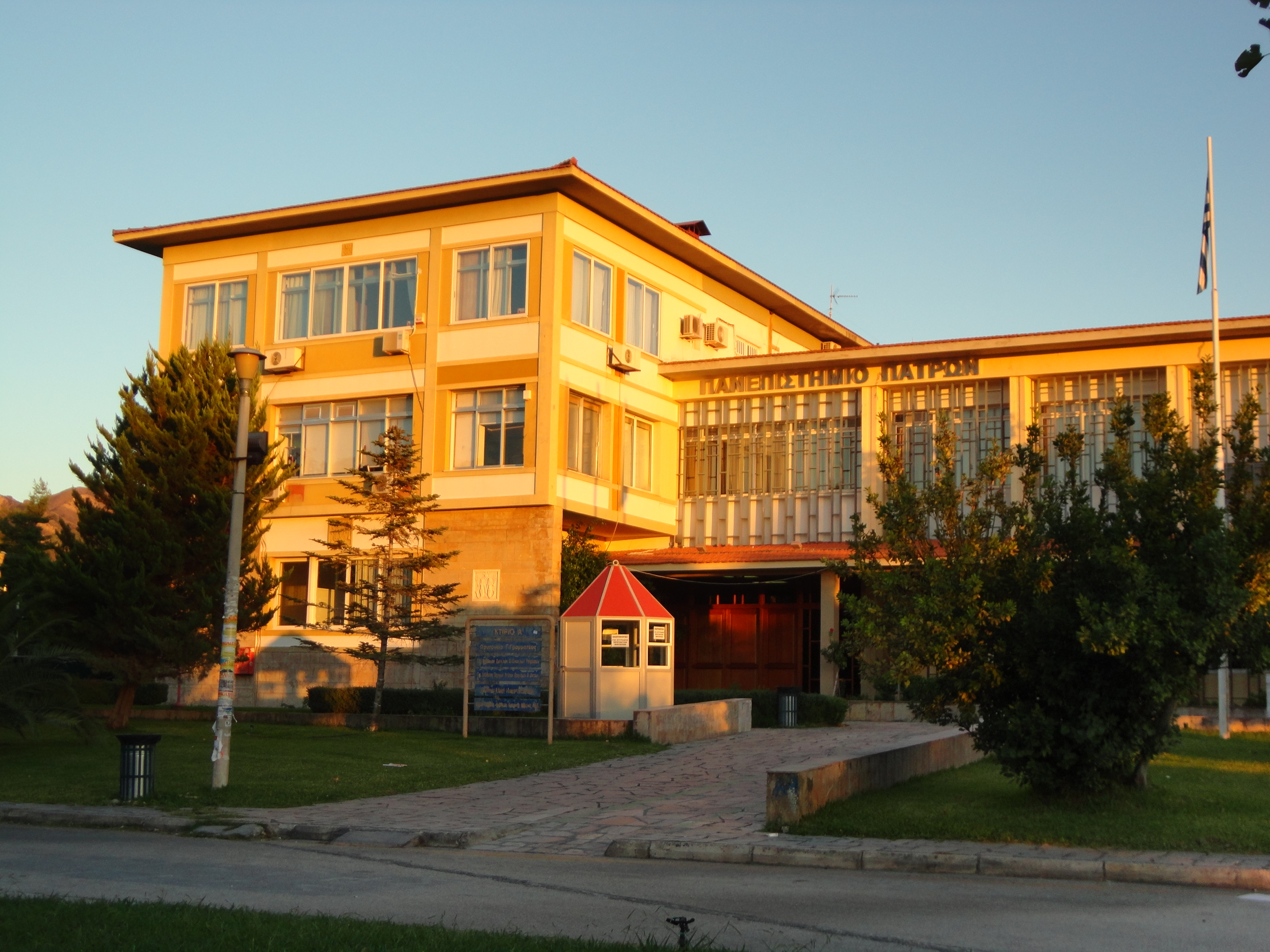
Адміністративна будівля
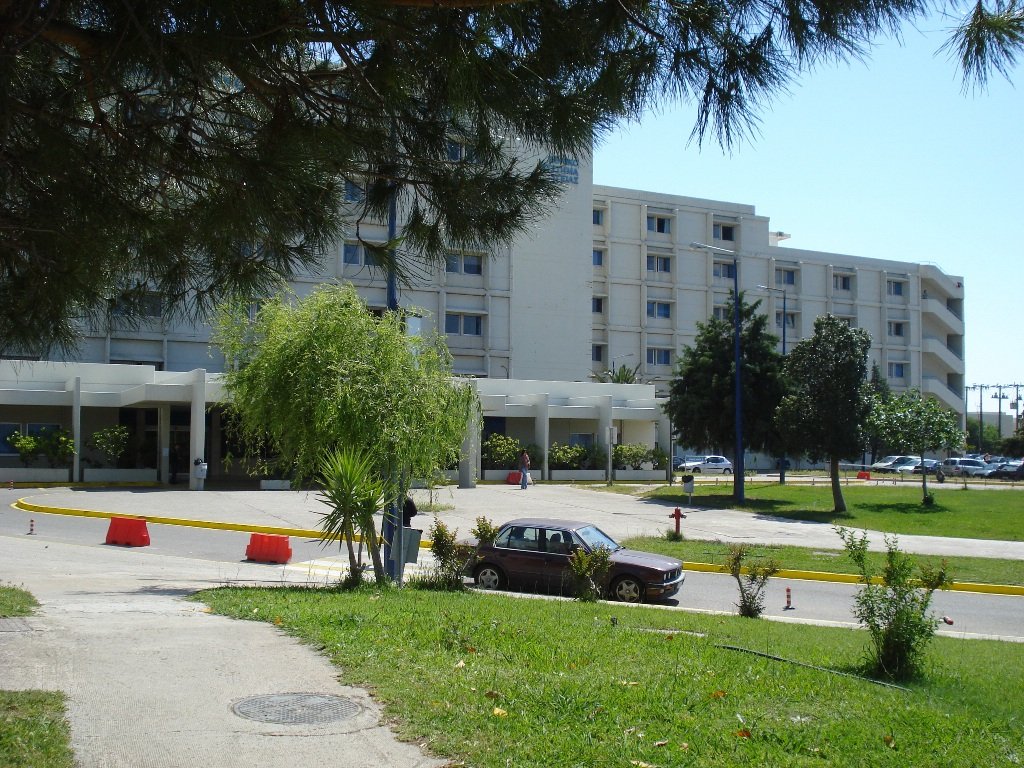
Університетський госпіталь